# Little Italy (Toronto)

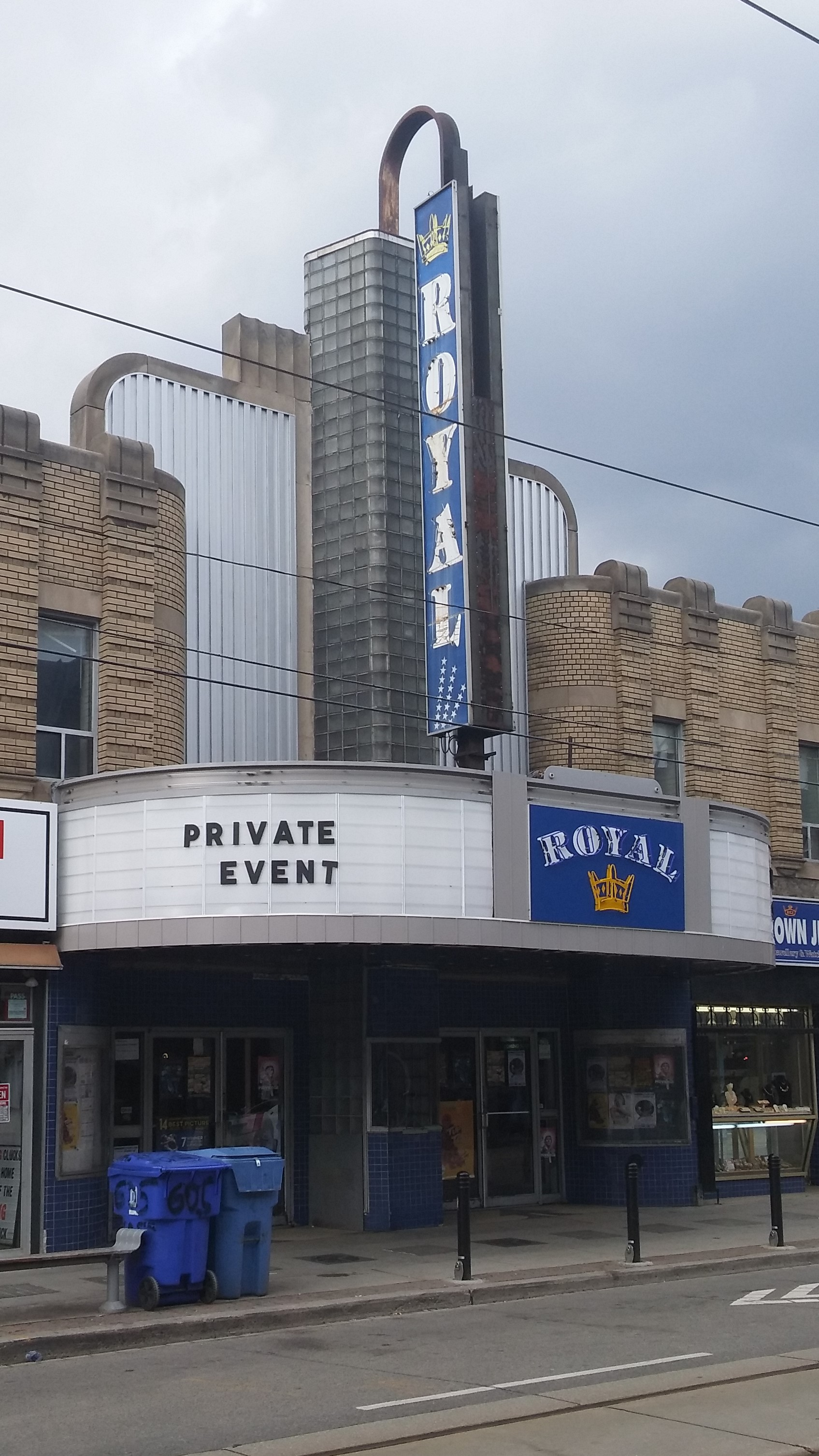
Royal Cinema, um dos símbolos da Little Italy.

Little Italy, também conhecida como College Street West, é um distrito de Toronto, Ontário, Canadá.
É conhecido pela comunidade italiana que mora e trabalha na área, assim como também há muitos latino-americanos e portugueses na região.